# فوکینو، پریمورسکی
شهر فوکینو، پریمورسکی (به روسی: Фокино) در کشور روسیه و در کرای پریمورسکی واقع شده‌است.